# Programa Agora É Avançar
O Programa Avançar, ou Programa Agora, é Avançar, foi um programa criado em 10 de novembro de 2017 pelo presidente do Brasil Michel Temer, cujo objetivo foi aumentar o investimento público e a retomada de obras que foram paralisadas devido à crise econômica de 2014 no país.
O programa foi apresentado pelo Ministério do Planejamento, Desenvolvimento e Gestão e era dividido em três partes: Avançar, Avançar Cidades e Avançar Energia. Porém, nenhum dos projetos é novo, já que visavam apenas retomar o que estava inacabado.

## Avançar Cidades
O programa Avançar Cidades é um um projeto do governo federal, lançado em 2017, vinculado ao Ministério do Desenvolvimento Regional, que atua na área de saneamento e mobilidade urbana. O projeto visa uma melhor circulação de pessoas nos espaços urbanos, trabalhando na qualificação de espaços, vias e transporte no âmbito das cidades, assim como a melhora e distribuição nas redes de saneamento básico de todo o país.
Em 2013, com a aprovação do Plano Nacional de Saneamento Básico (Plansab), o Brasil ficaria responsável de estabelecer, até 2033, serviços de saneamento básico universal, oferecendo abastecimento de água potável, esgoto sanitário e tratamento de resíduos sólidos e águas pluviais para todo o Brasil. Essas mudanças custariam em torno de 508 bilhões de reais, sendo 300 bilhões de responsabilidade da União.
Nesse contexto, o projeto faz parte do sistema Proinvest, que oferece uma linha de crédito obtida pelo governo junto à Caixa Econômica Federal com o objetivo de financiar uma série de obras estruturantes. Nesse sentido, faz parte do Programa Agora é Avançar, anunciado durante o governo Michel Temer, que é dividido em três eixos: Avançar, Avançar Cidades e Avançar Energia. Os créditos disponibilizados no Avançar Cidades impõem juros de 6% ao ano, com quatro anos de carência e, a partir desse prazo, 20 anos de financiamento.
O Avançar Cidades funciona oferecendo recursos de financiamento provenientes do FGTS, regulamentado pela Instrução Normativa nº 27/2017. Àqueles que podem adquirir o recurso se dividem em dois grupos, diante critério populacional: sendo o primeiro grupo de municípios com população igual ou inferior a 250 mil habitantes e o segundo com o número da população superior a 250 mil habitantes.
Após a inscrição dos municípios interessados, que não possui prazo limite no site do Ministério, os pedidos são analisados pelo órgão competente e, se aprovados, compõem uma listagem com a divulgação das propostas pré-selecionadas. Após esse procedimento, os municípios devem apresentar aos responsáveis o projeto básico do empreendimento e as documentações exigidas para análise de risco e engenharia. O último passo é a aprovação das propostas analisadas pelos agentes financeiros.

## Desenvolvimento
O programa Avançar Cidades, na área da mobilidade, já pré-selecionou aproximadamente 870 projetos por todo o Brasil, totalizando 13 listas de chamada, que acumulam um investimento de 5,8 bilhões de reais em mobilidade urbana. Em 2019, foram divulgados cerca de 21 municípios pré-selecionados para o financiamento, somando cerca de 119 milhões em investimento. Na área do saneamento básico, o projeto anunciou a primeira lista em dezembro de 2017, contento cerca de 225 propostas pré-selecionadas. No início de 2018, em março, mais 76 cidades, entre os estados do Ceará, Mato Grosso do Sul, Minas Gerais, Paraná, São Paulo, Santa Catarina e Rio Grande do Sul também foram pré-selecionadas para os possíveis investimentos, somados em cerca de 6 bilhões de reais.